# Mount Schmidtman
Mount Schmidtman ist ein Berg im ostantarktischen Viktorialand. In der Convoy Range ragt er nördlich des Mount Naab am nordöstlichen Ende des Eastwind Ridge auf.
Das Advisory Committee on Antarctic Names benannte ihn 1999 in Zusammenhang mit der Benennung des Eastwind Ridge nach Richard D. Schmidtman von der United States Coast Guard, Kapitän der USCGC Eastwind bei der Operation Deep Freeze des Jahres 1960.